# Boituva
Boituva é um município do estado de São Paulo, no Brasil. Situa-se na Região Metropolitana de Sorocaba, na Região Intermediária de Sorocaba e na Região Imediata de Sorocaba. Sua população, conforme o Censo 2022, do IBGE, é de 61 081 habitantes.
A cidade é um importante polo turístico nacional e internacional, principalmente no que tange ao turismo de aventura, como o balonismo e o paraquedismo, abrigando o Centro Nacional de Paraquedismo, de referência internacional. Conhecida como a "Capital Nacional do Paraquedismo e Balonismo Turístico", é frequentemente palco do Campeonato Brasileiro de Balonismo. É reconhecida como Município de Interesse Turístico – MIT.

## Toponímia
"Boituva" é um vocábulo de origem tupi que, segundo Silveira Bueno e Eduardo de Almeida Navarro, significa "local de muitas cobras", "ajuntamento de cobras". Da língua tupi mboy, mboîa: cobra; e tyba: grande quantidade, abundância, ajuntamento.

## História
A julgar pelas datações relativas obtidas nos sítios arqueológicos Colina da Castelo 4 e Colina da Castelo 5, localizados em Porto Feliz, grupos indígenas não-ceramistas já habitavam as terras entre os rios Sorocaba e Tietê desde pelo menos 2.000 anos Antes do Presente. Nesses sítios arqueológicos foram encontradas lascas e outros fragmentos de ferramentas feitas em silexito, arenito, quartzo, quartzito e outras rochas, sendo alguns deles identificados como percutores.
Populações agricultoras e ceramistas só teriam alcançado a região no início da Era Cristã, aparentemente. Segundo algumas fontes primárias do período colonial, as terras do médio curso do rio Tietê seriam habitadas pelos Guaianá (ou Guaianazes) e Carijó, povos falantes de idioma relacionado aos troncos Macro-Jê e Tupi-Guarani, respectivamente. Segundo consta, a região era conhecida como M’Boituva por indígenas falantes de idiomas tupi-guarani, nome ligeiramente modificado e que seguiu em uso até os dias atuais.
A partir do século XVIII, a região provavelmente era atravessada de forma ocasional por viajantes que faziam o trajeto entre as vilas de Porto Feliz e Sorocaba. Da mesma forma, Boituva abrigava ranchos, pousadas para viajantes, fazendas e sítios ao longo dos caminhos terrestres e nas proximidades de cursos d’água como o rio Sorocaba e o Ribeirão Pau D’Alho. Alguns mapas do período colonial e da primeira metade do século XIX indicam que essas ocupações estavam distribuídas pelos bairros Corumbá, Pau D’Alho, Sítio Grande e Pinhal. De fato, há registro de diversas sesmarias na região de Boituva ao longo do século XVIII, sendo José de Campos Bicudo um dos primeiros a receber terras em 1726. Outra grande sesmaria concedida em Boituva, esta no ano de 1766, pertenceu a João Fernandes Maciel.
Identificado em 2021, o sítio arqueológico Vale Verde é um exemplo desse processo de ocupação rural ocorrido na região, o qual se estendeu por todo o século XIX e início do XX. Além de fragmentos de louças, cerâmicas, vidros e telhas, o sítio Vale Verde também conta com alguns poucos vestígios de uma ocupação indígena anterior, provavelmente relacionada ao período em que Guaianazes e Carijós ainda habitavam as terras de M’Boituva.
Por sua vez, a formação do município de Boituva é parte do processo de mudança da economia do estado de São Paulo para a produção de café e implantação de uma malha ferroviária para a exportação desta mercadoria. O local onde se formou o núcleo povoador que daria origem à cidade teve origem na propriedade de João Rodrigues Leite, que foi doador do terreno em que a Estrada de Ferro Sorocabana construiu, em 1882, a estação ferroviária e suas dependências. Entre 1882 e 1889, a estação de Boituva foi a última parada do ramal ferroviário, sendo posteriormente transformado em ponto de partida do ramal de Tatuí – mais tarde conhecido como ramal de Itararé, o segundo maior da E. F. Sorocabana e que seguia em direção ao estado do Paraná. Nos arredores da estação de Boituva começaram a se fixar funcionários da ferrovia e a serem construídos  armazéns de abastecimento e demais edificações de apoio ao transporte de carga e passageiros e para os novos moradores do local, como alguns pequenos hotéis, restaurantes, pensões e outros comércios.
Nesse período já havia grandes propriedades cafeicultoras na região, até então em terras sob administração dos municípios de Sorocaba e Porto Feliz. De acordo com a história oficial de Boituva, alguns dos fazendeiros mais notáveis foram Eugênio Corte Real, Nicolau Vercelino, Coronel José de Campos Arruda Botelho e suas famílias. Coube ao Coronel Arruda Botelho a criação do distrito policial local, transferindo a freguesia de Boituva da paróquia de Porto Feliz para a de Tatuí, o que também motivou a criação de um distrito de paz.
De todo modo, o distrito de Boituva só foi criado oficialmente em 1906, pertencendo nesse momento a Porto Feliz. Curiosamente, apesar do protagonismo da ferrovia na formação de Boituva, a ligação ferroviária entre o então distrito e o centro urbano de Porto Feliz só foi concluída em 1920, sendo até então ligados somente por caminhos de terra. A criação do município se deu na década de 1930, com o Decreto Estadual n° 3.045, de 6 de setembro de 1937, sendo instalado em 1938.
Alguns anos antes, em 1933, foi construído uma nova estação ferroviária em Boituva no lugar do prédio original de 1882. Data desse período a progressiva diminuição do uso da linha e da estação, entretanto, culminando na desativação da ligação ferroviária entre Porto Feliz e Boituva em 1962. Após o encerramento das atividades da estação de Boituva, a construção serviu diversas funções ao longo das décadas de 1990 e 2000. Sendo uma das mais significativas construções históricas de Boituva, a estação foi alvo de obras de restauro em 2020.

## Geografia
Localiza-se a uma latitude 23º17'00" sul e a uma longitude 47º40'20" oeste, estando a uma altitude de 637 metros. Possui uma área de 248,954 km²

### Hidrografia
- Rio Sorocaba

### Rodovias
- SP-129   Rod. Vicente Palma
- SP-280   Rod. Castelo Branco

### Ferrovias
- Linha Estrada de Ferro Sorocabana.
- Fepasa

### Clima
| Dados climatológicos para Boituva | Dados climatológicos para Boituva | Dados climatológicos para Boituva | Dados climatológicos para Boituva | Dados climatológicos para Boituva | Dados climatológicos para Boituva | Dados climatológicos para Boituva | Dados climatológicos para Boituva | Dados climatológicos para Boituva | Dados climatológicos para Boituva | Dados climatológicos para Boituva | Dados climatológicos para Boituva | Dados climatológicos para Boituva | Dados climatológicos para Boituva |
| Mês                               | Jan                               | Fev                               | Mar                               | Abr                               | Mai                               | Jun                               | Jul                               | Ago                               | Set                               | Out                               | Nov                               | Dez                               | Ano                               |
| --------------------------------- | --------------------------------- | --------------------------------- | --------------------------------- | --------------------------------- | --------------------------------- | --------------------------------- | --------------------------------- | --------------------------------- | --------------------------------- | --------------------------------- | --------------------------------- | --------------------------------- | --------------------------------- |
| Temperatura máxima média (°C)     | 27,4                              | 27,1                              | 26,8                              | 25,3                              | 23,2                              | 21,9                              | 21,9                              | 22,9                              | 24,0                              | 25,0                              | 26,2                              | 27,2                              | 19,3                              |
| Temperatura mínima média (°C)     | 18,1                              | 17,2                              | 16,5                              | 14,5                              | 11,7                              | 10,2                              | 9,5                               | 10,6                              | 12,3                              | 14,1                              | 15,3                              | 17,2                              | 13,8                              |
| Precipitação (mm)                 | 205                               | 178                               | 133                               | 56                                | 47                                | 40                                | 34                                | 29                                | 56                                | 114                               | 107                               | 169                               | 1 168                             |
| Fonte: CLIMATE-DATA               |                                   |                                   |                                   |                                   |                                   |                                   |                                   |                                   |                                   |                                   |                                   |                                   |                                   |

## Demografia

### População
| Crescimento populacional                             | Crescimento populacional | Crescimento populacional | Crescimento populacional |
| Ano                                                  | População Total          |                          | %±                       |
| ---------------------------------------------------- | ------------------------ | ------------------------ | ------------------------ |
| 1940                                                 | 7 674                    |                          | —                        |
| 1946                                                 | 10 311                   |                          | 34,4%                    |
| 1950                                                 | 8 057                    |                          | −21,9%                   |
| 1958                                                 | 6 847                    |                          | −15,0%                   |
| 1960                                                 | 10 138                   |                          | 48,1%                    |
| 1970                                                 | 8 976                    |                          | −11,5%                   |
| 1980                                                 | 12 573                   |                          | 40,1%                    |
| 1991                                                 | 23 140                   |                          | 84,0%                    |
| 2000                                                 | 34 368                   |                          | 48,5%                    |
| 2010                                                 | 48 314                   |                          | 40,6%                    |
| 2022                                                 | 61 081                   |                          | 26,4%                    |
| Est. 2024                                            | 63 415                   | [ 20 ]                   | 3,8%                     |
| Fontes: Censos Demográficos IBGE e Estimativas SEADE |                          |                          |                          |

### Dados demográficos
Dados do Censo - 2010
População Total: 48 314
- Urbana: 45 448
- Rural: 2 866
- Homens: 24 313
- Mulheres: 24 001
- Total: 48 314

## Infraestrutura

### Comunicações
O sistema de telefones automáticos foi inaugurado na cidade em 1976 pela Telecomunicações de São Paulo (TELESP), que também implantou o sistema de discagem direta à distância (DDD) em 1980 com o código de área (0152). Anteriormente a cidade era atendida pela Companhia Telefônica Brasileira (CTB).
Na década de 90 o código DDD da cidade foi alterado para (015), para padronização do sistema telefônico com a telefonia celular que estava sendo implantada em todo o estado.

## Turismo

### Paraquedismo e balonismo
O município de Boituva é nacionalmente reconhecido como um polo para as práticas de paraquedismo e balonismo. Por conta dessa reputação, a cidade de Boituva sediou alguns eventos ligados à essas duas práticas, incluindo duas edições do Campeonato Brasileiro de Balonismo:
- 30º Edição do Campeonato Brasileiro de Balonismo[29];
- 33º Edição do Campeonato Brasileiro de Balonismo[30];
- Campeonato Brasileiro de Swoop.[31]

Além disso, o município têm se tornado um grande polo para o paraquedismo e balonismo turístico, atingindo um marco histórico no ano de 2021, data em que a cidade completou 50 anos do início das práticas de paraquedismo, que ocorreu em 1971. O Projeto de Lei 7.387/2017, de autoria do deputado federal Capitão Augusto, tem como objetivo condecorar a cidade com o título de Capital Nacional do Paraquedismo e do Balonismo Turístico.

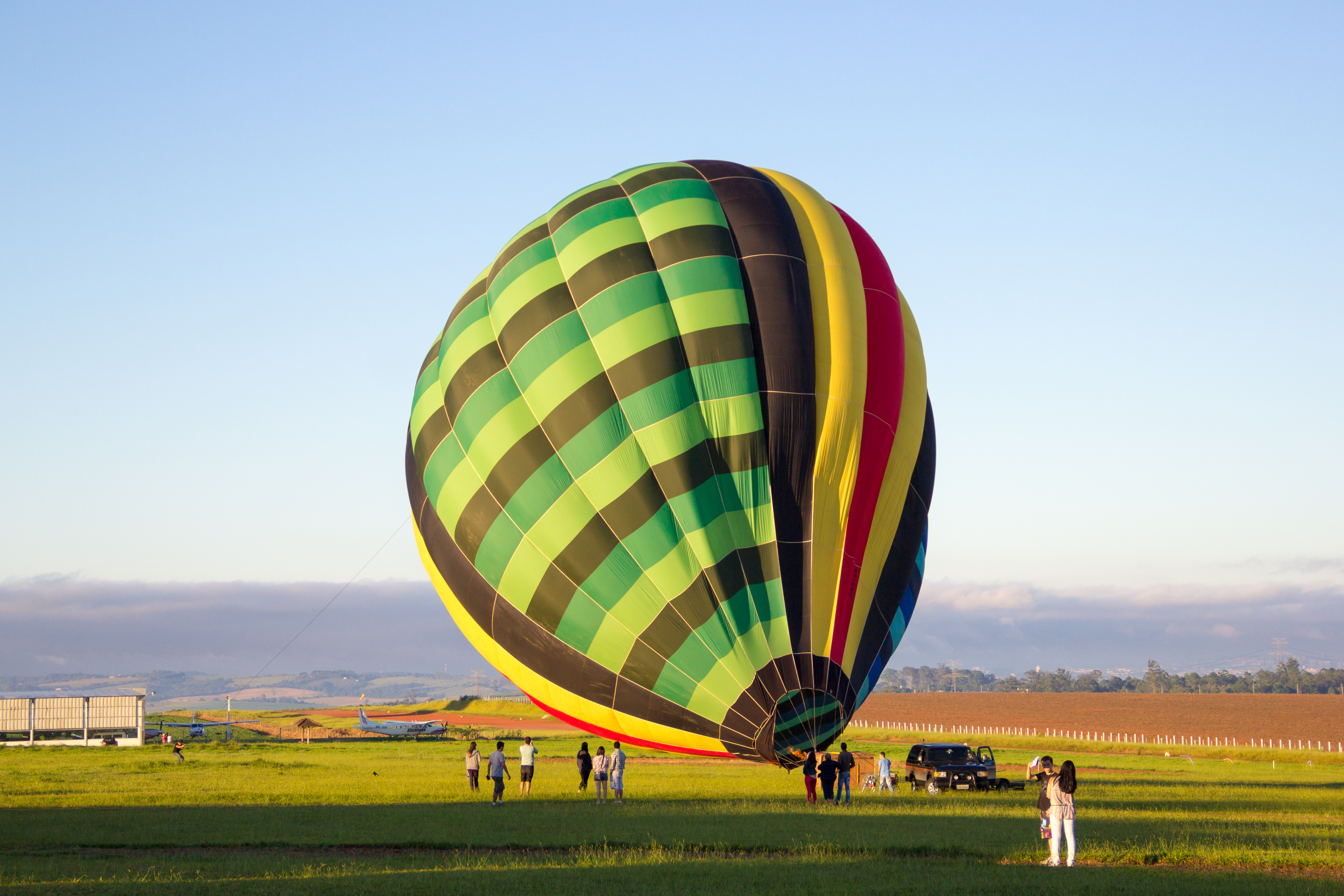
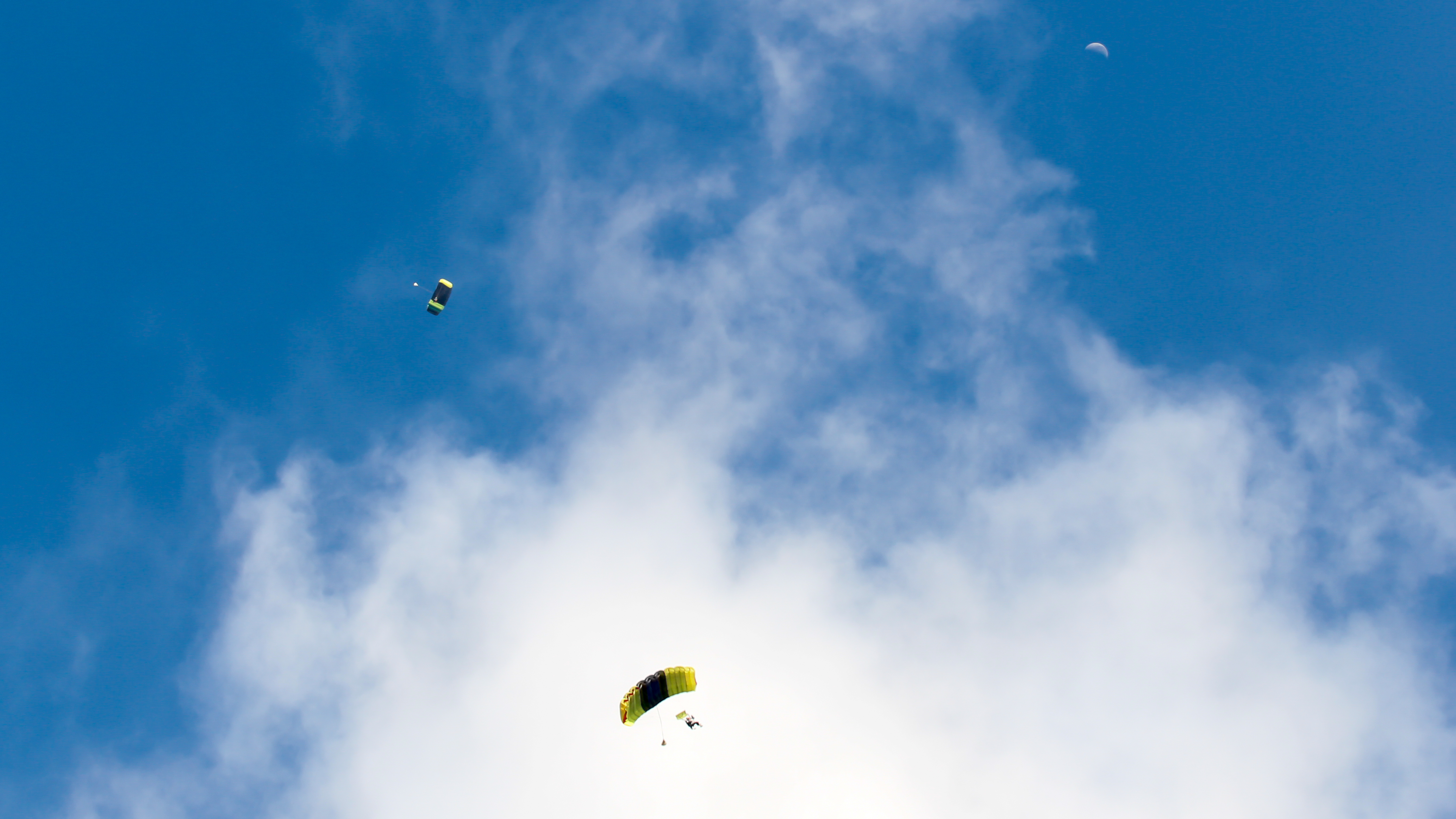
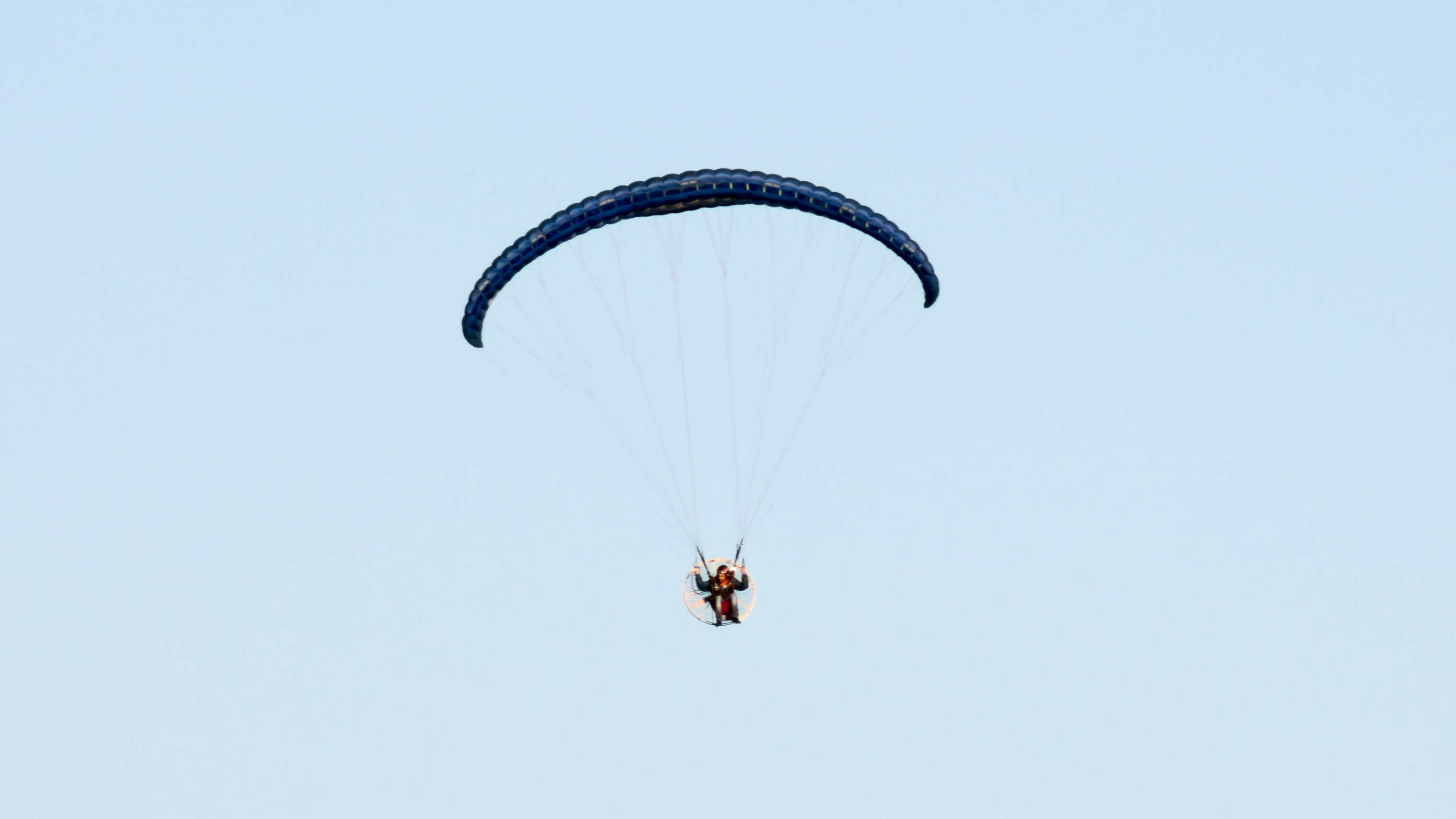

## Religião
O Cristianismo se faz presente na cidade da seguinte forma:

### Igreja Católica
- A igreja faz parte da Arquidiocese de Sorocaba.[34]

### Igrejas Evangélicas
- Assembleia de Deus Ministério do Belém.[35][36]
- Congregação Cristã no Brasil.[37]